# Richie Havens

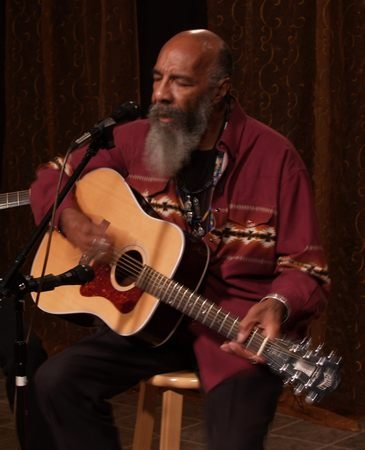
Richie Havens in 2006

Richie Havens (Brooklyn, 21 januari 1941 – Jersey City, 22 april 2013) was een Amerikaanse singer-songwriter en gitarist. Zijn muziek bevatte elementen van folk, soul, en rhythm en blues. Zijn wilde gitaarspel maakte hem in de jaren 60 tot een groot muzikant.

## Jeugd
Richie Havens werd geboren op 21 januari 1941 in Brooklyn, als zoon van een pianist. Havens werd al vroeg bij de muziek van zijn familie betrokken, maar hij zelf had ook aanleg voor beeldende kunst. Zodoende heeft hij enkele jaren in Greenwich Village op straat portrettekeningen van toeristen gemaakt.
In Greenwich Village ontwikkelde Havens ook meer muzikale interesse. Hij was in folkclubs een bezienswaardigheid, omdat hij zich als zwarte muzikant tussen voornamelijk blanken voortbewoog. Havens liet zich inspireren door onder anderen Bob Dylan en Joan Baez, maar voegde daar zelf een aantal herkenbare elementen aan toe. Zo was het bekend dat hij zijn gitaar standaard op het akkoord D majeur had afgestemd, en zijn er af en toe elementen van zijn verleden als jonge gospelzanger in te horen. Bovendien tikte hij bij het spelen zo ritmisch met zijn voet op de grond, dat het klonk alsof er een drumpartij gespeeld werd. Dat, en zijn snelle gitaarspel, maakte van Havens' muziek een geheel eigen stijl, die ervoor zorgde dat hij in 1965 een contract kreeg aangeboden bij platenmaatschappij Douglas.

## Woodstock en daarna

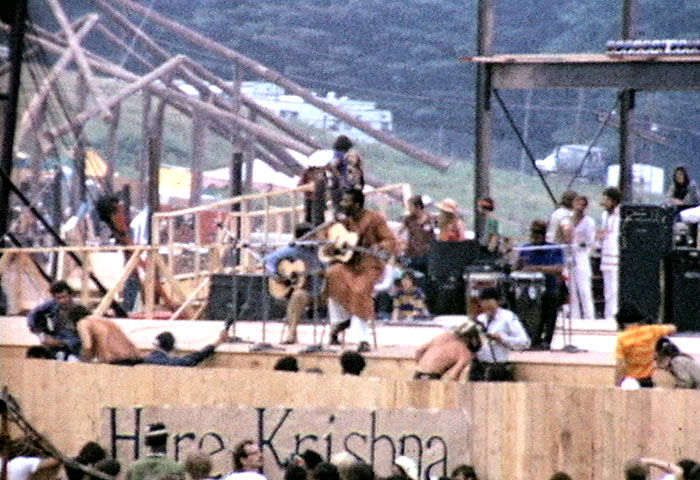
Havens bij de opening van Woodstock '69

Een muzikaal hoogtepunt was voor Havens zijn optreden op de beroemde Woodstock Music & Arts Fair, een van de grootste popfestivals ooit, in 1969. Vanwege de vertragingen van de aankomst van de andere artiesten, bleef Havens doorspelen totdat hij afgelost kon worden (het optreden duurde drie uur). Op het moment dat al zijn nummers al gespeeld waren, besloot hij een improvisatie te spelen op het nummer 'Motherless Child', waarin hij het woord freedom keer op keer herhaalde. Onder de titel 'Freedom' werd dit nummer een internationale hit.
Na Woodstock kwam Havens carrière in een stroomversnelling. Hij speelde veel eigen versies van nummers van onder anderen Bob Dylan en The Beatles, waar 'Here Comes the Sun' een bekend voorbeeld van is. Ook speelde hij mee op de soloalbums van ex-Genesisleden Peter Gabriel en Steve Hackett. Bovendien speelde hij in 1993 bij de inwijding van Bill Clinton als president. In de jaren 90 had hij een clubhit met een cover van Going back to my roots. Het nummer Hands of Time, dat hij samen met Groove Armada maakte, werd in 2004 gebruikt in de film Collateral (waarin o.a. Jamie Foxx en Tom Cruise speelden). Het nummer werd in die film door een van de karakters als een klassieker afgeschilderd. Later werd Hands of Time ook gebruikt in programma's als Over Mijn Lijk.
Havens overleed op 72-jarige leeftijd aan een hartaanval.

## Discografie
- A Richie Havens Record (1965)
- Electric Havens (1966)
- Mixed Bag (februari 1967)
- Something Else Again (februari 1968)
- Richard P. Havens, 1983 (mei 1969)
- Stonehenge (januari 1970)
- Alarm Clock (januari 1971)
- The Great Blind Degree (januari 1972)
- Portfolio (juli 1973)
- Mixed Bag II (januari 1975)
- The End of the Beginning (november 1976)
- Mirage (oktober 1977)
- Connections (maart 1980)
- Common Ground (juni 1983)
- Simple Things (september 1987)
- Live at the Cellar Door (1990)
- Now (1991)
- Sings Beatles and Dylan (mei 1992)
- Cuts to the Chase (juni 1994)
- Wishing Well (april 2002)
- Grace of the Sun (2005)